# Leptopecten latiauratus
Leptopecten latiauratus är en musselart som först beskrevs av Conrad 1837.  Leptopecten latiauratus ingår i släktet Leptopecten och familjen kammusslor. Inga underarter finns listade i Catalogue of Life.

## Bildgalleri

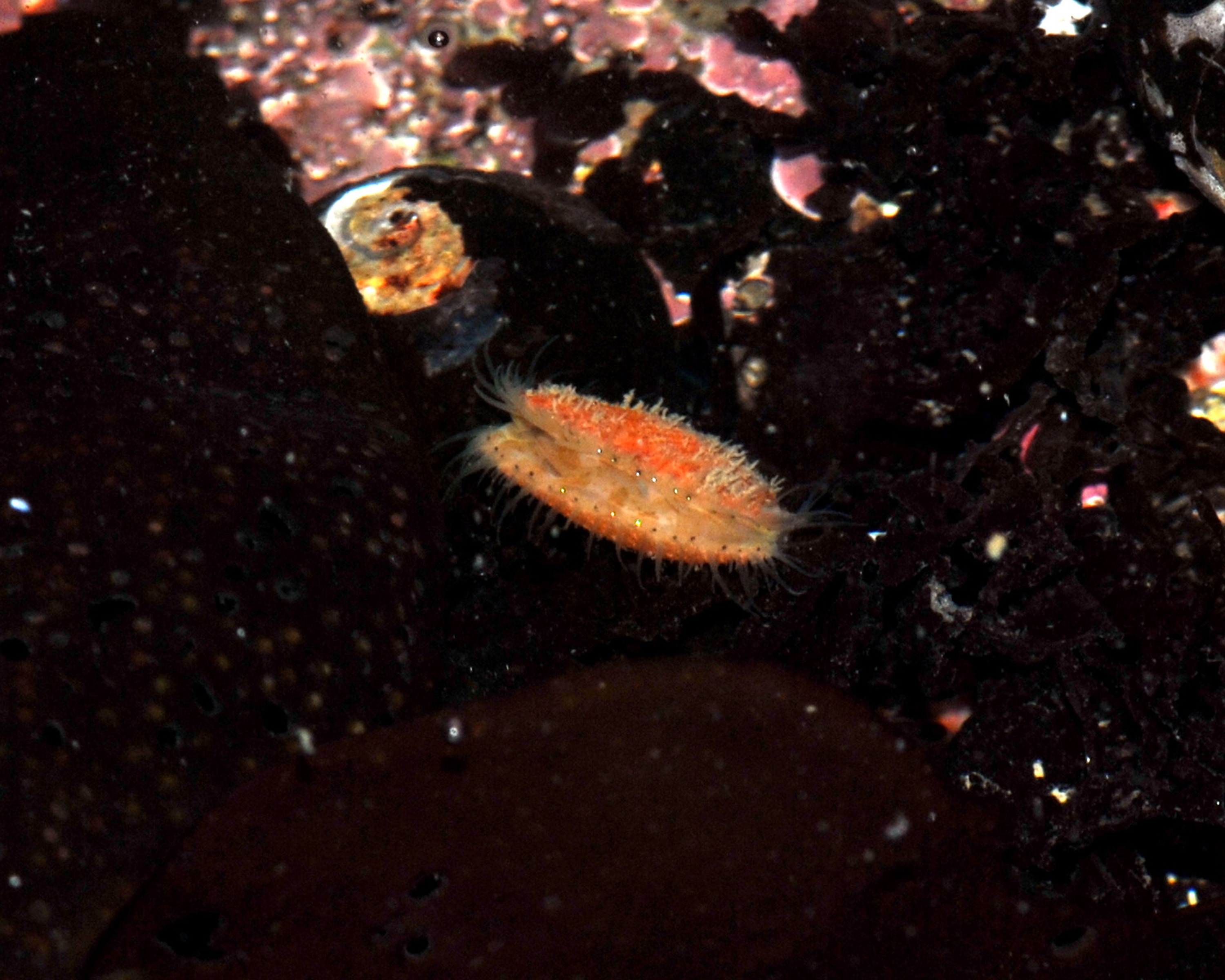